# Zagreb
Zagreb (pronunciación en serbocroata: [zǎːɡreb] (escucharⓘ)) es la capital y ciudad más poblada de Croacia. Está localizada al noroeste del país, entre el río Sava y la ladera sur del monte Medvednica, a unos 122 m s. n. m. Según cifras de 2018, dentro de su municipalidad residen más de 850 000 habitantes, lo que la convierte en la cuarta ciudad más grande de Europa Sudoriental y en la segunda por extensión. Si se tienen en cuenta las poblaciones limítrofes, la cifra del área pequeña metropolitana asciende a 1 100 000 personas empadronadas.
La zona sobre la que se asienta Zagreb está habitada desde el Imperio romano. El yacimiento más antiguo que se ha localizado es la ciudad romana de Andautonia, situada a 10 km de la actual capital. El término «Zagreb» fue registrado por primera vez en 1134 para referirse a la archidiócesis de Zagreb, fundada en 1094, si bien durante siglos hubo dos pueblos distintos: Gradec —con bula de oro desde 1242— y Kaptol, donde se hallaba la catedral. Ambas localidades se fusionaron en 1851 por orden del ban Josip Jelačić para formar la ciudad actual.
A diferencia de otras localidades del país, Zagreb tiene un estatus especial como «ciudad-condado», independiente del condado de Zagreb. A nivel administrativo está dividida en 17 distritos; la mayoría se encuentra en las zonas bajas cercanas al río Sava, mientras que los barrios del noroeste se sitúan a los pies del monte Medvednica. Su extensión total es de 30 km de este a oeste, y de 20 km de norte a sur.
En calidad de capital de Croacia, Zagreb alberga la sede del gobierno central, de las administraciones públicas y de casi todos los ministerios. La actividad económica concentra la mayoría de la industria, las sedes empresariales y los centros de investigación, con un sistema especializado en tecnologías de la información y en el sector servicios. Es asimismo el principal centro de comunicaciones de Croacia por tierra y aire, siendo un punto clave en la encrucijada entre Europa Central, el Adriático y el resto de la península balcánica. Dispone de una amplia oferta de eventos culturales y deportivos.

## Toponimia
El nombre Zagreb fue adoptado en los años 1850 para referirse a la ciudad unificada, pero había sido utilizado desde el siglo XII para referirse a la archidiócesis de Zagreb. El primer documento oficial que lo menciona es una carta escrita por el arzobispo estrigonio Feliciano en 1134, en la que se refería a la institución como Zagrabiensem episcopatum (del latín, «episcopado de Zagrab»). De hecho, el nombre en italiano (Zagabria) es un derivado de esa denominación. Siglos después, el cartógrafo Nicolas Sanson lo describió en su variante croata Zagreb, la más utilizada a nivel internacional y en idioma español.
No existe consenso sobre el origen del topónimo. La teoría más extendida es un derivado de la palabra protoeslávica «*grębъ», que significa «colina» o «elevación».
El término alemán Agram se utilizaba en tiempos de la casa de Habsburgo y hoy se trata de un arcaísmo. En su momento se había clasificado como un topónimo «de origen romano», pero en realidad era una revisión austríaco-alemana de la palabra eslava *Zugram. En neolatín se empleaban los términos Agranum, Zagrabia y Mons Graecensis, este último en referencia a Gradec.

## Historia
El yacimiento más antiguo que se ha localizado en las proximidades de Zagreb es la ciudad romana de Andautonia, situada en la actual villa de Šćitarjevo a 10 km de la actual capital, que estuvo habitada desde el siglo I hasta el siglo V. La primera mención a la actual capital data de 1094, cuando el rey Ladislao de Hungría funda la archidiócesis de Zagreb en el asentamiento de Kaptol, cuya mención queda recogida en un documento oficial de 1134. La actual catedral de Zagreb no pudo inaugurarse hasta 1217. Por otro lado, sobre la vecina colina de Gradec se desarrolló otra comunidad fortificada e independiente de la diócesis, que actualmente es el casco antiguo medieval de la capital. 
Después de que ambas villas superasen una invasión tártara en 1242, el rey Bela IV de Hungría hace de Gradec una «ciudad libre real», concediéndole la bula de oro para atraer comerciantes y artesanos forasteros. De este modo Gradec y Kaptol competirían la una con la otra a nivel económico y político, aún incluso después de la puesta en marcha del parlamento en 1558 y del nombramiento de la archidiócesis de Zagreb como sede del banato de Croacia en 1621. Oros hitos importantes fueron la construcción de la actual Universidad de Zagreb (1669) y el traslado del consejo real desde Varaždin (1776).
Ya consolidada como un importante enclave del Reino de Croacia dentro de la monarquía de los Habsburgo, en 1851 el ban Josip Jelačić ordena unificar las villas de Gradec y Kaptol en la actual ciudad de Zagreb. Su puesta en valor coincide también con el auge del movimiento Ilirio, encuadrada en el nacionalismo romántico, por el cual Zagreb se convirtió en un referente cultural para la población de origen croata. La inauguración del ferrocarril en 1862 (entre la eslovena Zidani Most y la croata Sisak) motivó un notable crecimiento industrial y demográfico.

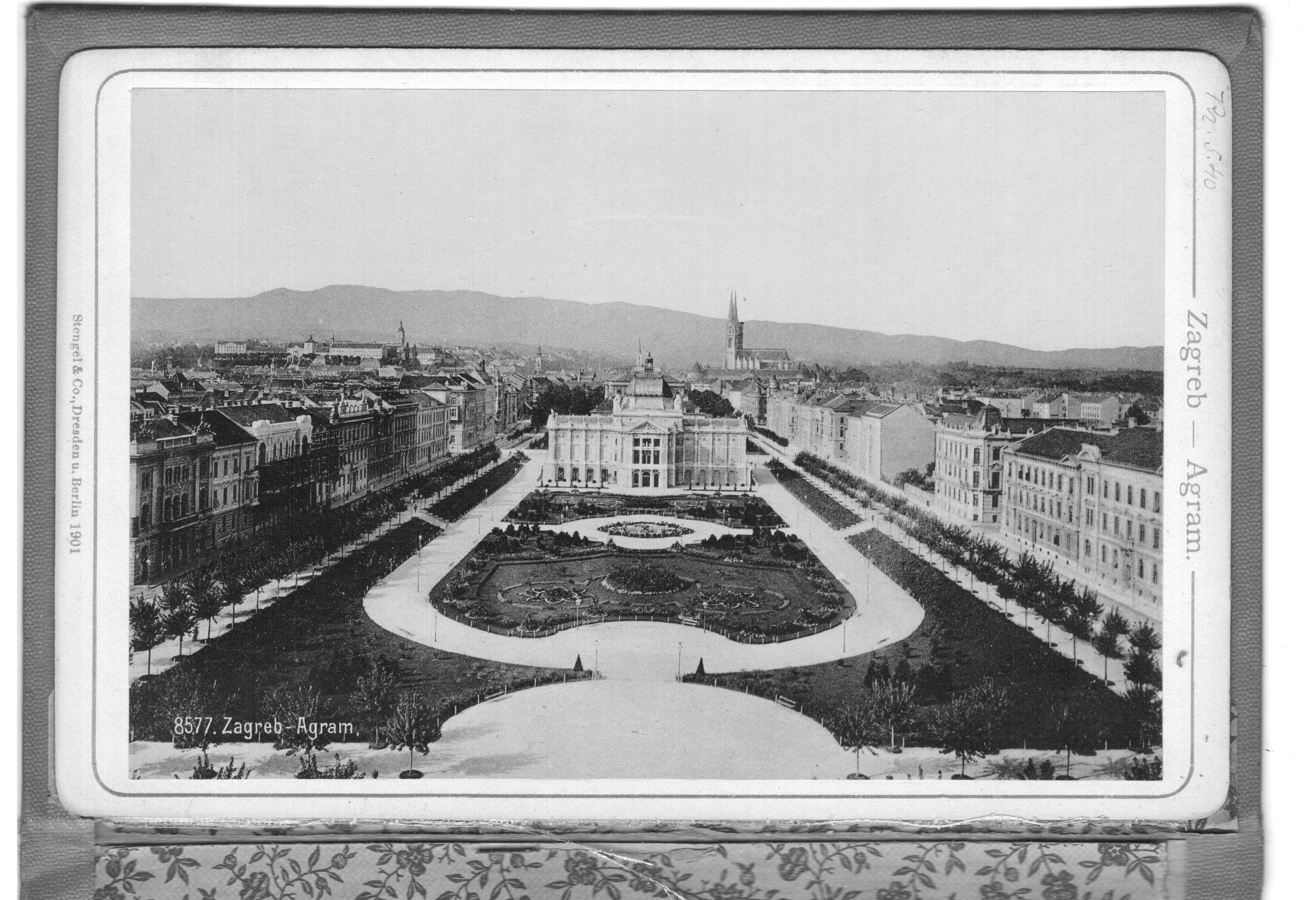
Aspecto de la plaza del rey Tomislav (1901).

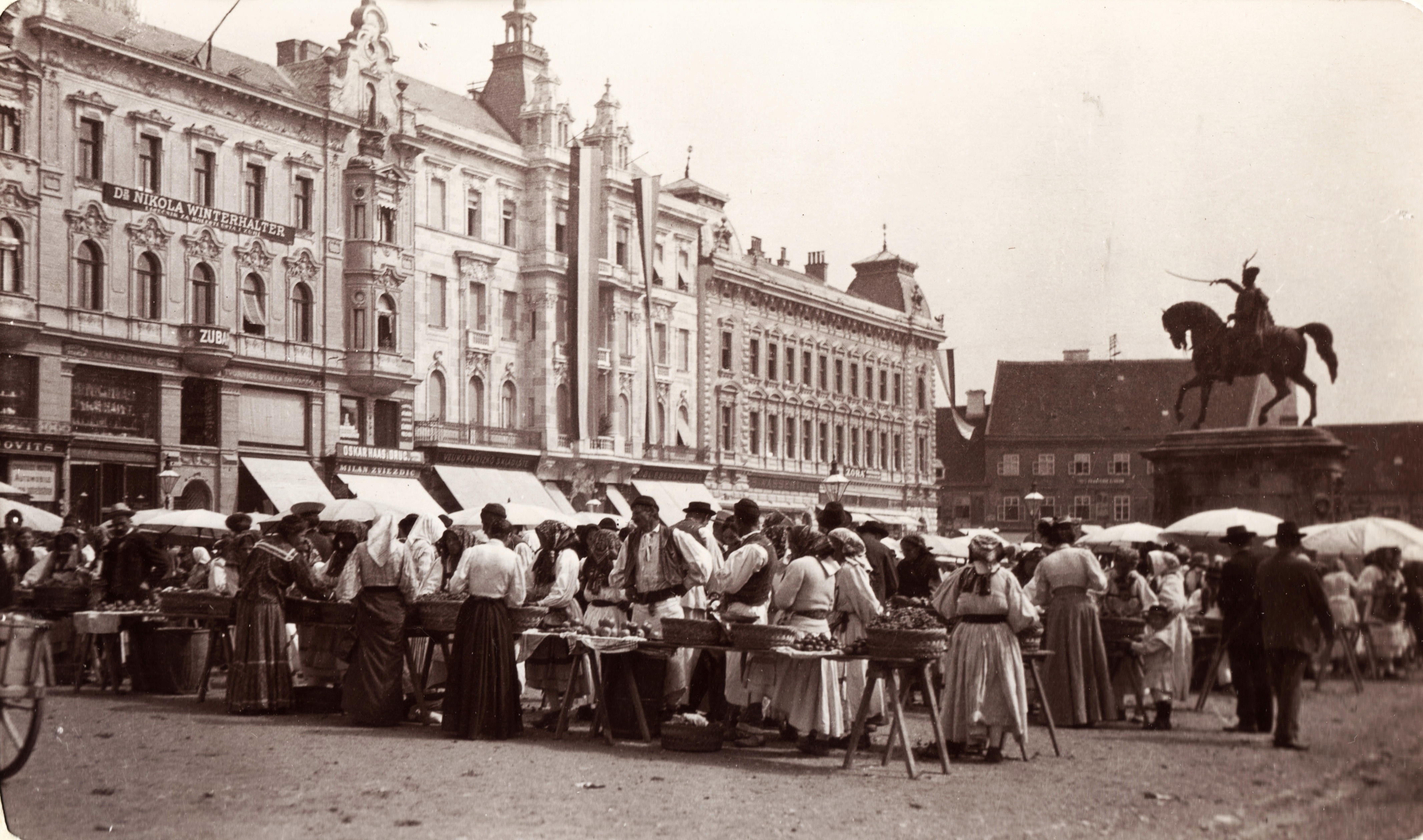
Mercadillo a comienzos del

A pesar del terremoto de 1880, la ciudad supo rehacerse con nuevas edificaciones e instalaciones culturales, en su mayoría construidas para absorber la migración interna, que han conformado la planificación urbana actual. En la década de 1930 la población llegó a superar los 180 000 habitantes.
Entre 1941 y 1945, Zagreb fue la capital del Estado Independiente de Croacia, un gobierno títere del III Reich formado tras la derrota del reino yugoslavo. Después de que el ejército partisano liberase la ciudad al final de la Segunda Guerra Mundial, Croacia pasó a formar parte de la República Federativa Socialista de Yugoslavia y Zagreb se convirtió en la capital de la República Socialista de Croacia (1945-1990). En todo ese tiempo la ciudad mantuvo su crecimiento demográfico, y se produjo una nueva expansión con bloques residenciales al otro lado del río Sava. A finales de 1990 era la segunda ciudad yugoslava más poblada, con 993 000 habitantes.
Croacia declaró su independencia en 1991, por lo que Zagreb pasó a ser la capital de la república de Croacia. Durante la guerra con el ejército yugoslavo, que duró cuatro años, la ciudad vivió con relativa calma dada su posición geográfica, a diferencia de lo sucedido en zonas fronterizas como Dubrovnik. Sin embargo, en mayo de 1995 se produjo un ataque de artillería de la autoproclamada República Serbia de Krajina en el que fallecieron siete civiles. Los acuerdos de paz de Dayton en diciembre del mismo año consolidaron la independencia croata. Para entonces la población se había reducido hasta los 700 000 habitantes, ya que la mayoría de los ciudadanos de origen serbio había abandonado la ciudad.
Hoy en día, Zagreb es la cuarta ciudad más grande de Europa sudoriental y se ha consolidado como el centro económico, administrativo y cultural de la república de Croacia.

## Geografía

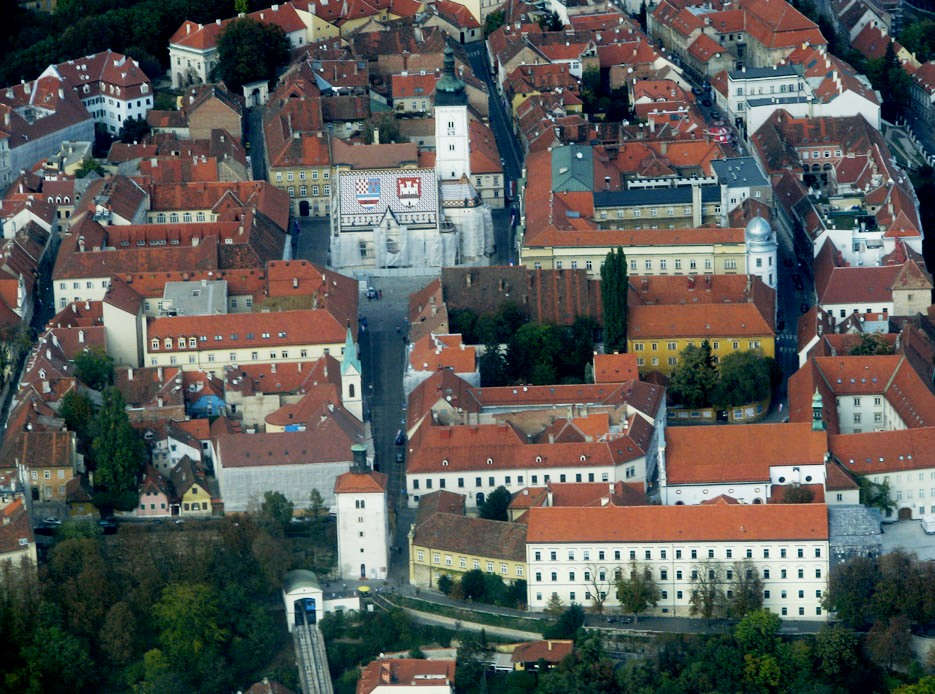
Vista aérea de la ciudad alta.

La ciudad se ubica a 120 m sobre el nivel del mar, entre los pies del monte Medvednica y el costado norte del río Sava. La ciudad se encuentra localizada en la llanura de Panonia que se extiende hasta encontrarse con los Alpes Dináricos, lo que la convierte en un enclave estratégico entre Europa central y el mar Adriático.
La superficie total de la ciudad es de 641,355 kilómetros (399 mi)2

### Clima
El clima de Zagreb se clasifica como oceánico (Cfb en el sistema de clasificación climática Koppen), cerca del límite con el clima húmedo continental. Zagreb tiene así 4 marcadas estaciones del año. Los veranos son calientes y los inviernos fríos, sin una clara estación seca. La temperatura promedio en invierno es 1 °C y en verano alcanza los 20 °C. Particularmente, a fines de mayo, las temperaturas aumentan bastante, alcanzando incluso sobre los 30 °C. Las nevadas son comunes en los meses de invierno, desde diciembre hasta marzo, y la lluvia y niebla son comunes en otoño. La temperatura más alta medida fue de 40,4° en julio de 1950, mientras que la más baja fue -27,3° en febrero de 1956.
| Parámetros climáticos promedio de Zagreb, Croacia              | Parámetros climáticos promedio de Zagreb, Croacia | Parámetros climáticos promedio de Zagreb, Croacia | Parámetros climáticos promedio de Zagreb, Croacia | Parámetros climáticos promedio de Zagreb, Croacia | Parámetros climáticos promedio de Zagreb, Croacia | Parámetros climáticos promedio de Zagreb, Croacia | Parámetros climáticos promedio de Zagreb, Croacia | Parámetros climáticos promedio de Zagreb, Croacia | Parámetros climáticos promedio de Zagreb, Croacia | Parámetros climáticos promedio de Zagreb, Croacia | Parámetros climáticos promedio de Zagreb, Croacia | Parámetros climáticos promedio de Zagreb, Croacia | Parámetros climáticos promedio de Zagreb, Croacia |
| Mes                                                            | Ene.                                              | Feb.                                              | Mar.                                              | Abr.                                              | May.                                              | Jun.                                              | Jul.                                              | Ago.                                              | Sep.                                              | Oct.                                              | Nov.                                              | Dic.                                              | Anual                                             |
| -------------------------------------------------------------- | ------------------------------------------------- | ------------------------------------------------- | ------------------------------------------------- | ------------------------------------------------- | ------------------------------------------------- | ------------------------------------------------- | ------------------------------------------------- | ------------------------------------------------- | ------------------------------------------------- | ------------------------------------------------- | ------------------------------------------------- | ------------------------------------------------- | ------------------------------------------------- |
| Temp. máx. abs. (°C)                                           | 19.4                                              | 22.2                                              | 26.0                                              | 30.5                                              | 33.7                                              | 37.6                                              | 40.4                                              | 39.8                                              | 34.0                                              | 28.3                                              | 25.4                                              | 22.5                                              | 40.4                                              |
| Temp. máx. media (°C)                                          | 3.1                                               | 6.1                                               | 11.3                                              | 16.4                                              | 21.3                                              | 24.6                                              | 26.7                                              | 26.2                                              | 22.3                                              | 16.2                                              | 9.3                                               | 4.4                                               | 15.7                                              |
| Temp. media (°C)                                               | 0.0                                               | 1.9                                               | 6.2                                               | 11.1                                              | 15.8                                              | 19.2                                              | 20.9                                              | 20.2                                              | 16.1                                              | 10.9                                              | 5.8                                               | 1.4                                               | 10.8                                              |
| Temp. mín. media (°C)                                          | -4.0                                              | -2.5                                              | 0.9                                               | 4.9                                               | 9.2                                               | 12.7                                              | 14.2                                              | 13.7                                              | 10.4                                              | 5.8                                               | 1.8                                               | -1.9                                              | 5.4                                               |
| Temp. mín. abs. (°C)                                           | -24.3                                             | -27.3                                             | -18.3                                             | -4.4                                              | -1.8                                              | 2.5                                               | 5.4                                               | 3.7                                               | -0.6                                              | -5.6                                              | -13.5                                             | -19.8                                             | -27.3                                             |
| Precipitación total (mm)                                       | 48.6                                              | 41.9                                              | 51.6                                              | 61.5                                              | 78.8                                              | 99.3                                              | 81.0                                              | 90.5                                              | 82.7                                              | 71.6                                              | 84.8                                              | 63.8                                              | 856.1                                             |
| Días de lluvias (≥ 1 mm)                                       | 10.8                                              | 10.0                                              | 11.2                                              | 12.7                                              | 13.2                                              | 13.6                                              | 10.9                                              | 10.4                                              | 9.8                                               | 10.2                                              | 12.2                                              | 12.1                                              | 137.1                                             |
| Días de nevadas (≥ 1 mm)                                       | 6                                                 | 5                                                 | 4                                                 | 1                                                 | 0                                                 | 0                                                 | 0                                                 | 0                                                 | 0                                                 | 0                                                 | 2                                                 | 5                                                 | 23                                                |
| Horas de sol                                                   | 58.8                                              | 93.7                                              | 140.4                                             | 177.7                                             | 233.9                                             | 244.8                                             | 282.4                                             | 260.0                                             | 186.4                                             | 131.2                                             | 64.8                                              | 45.5                                              | 1919.6                                            |
| Fuente n.º 1: World Meteorological Organisation (UN)           |                                                   |                                                   |                                                   |                                                   |                                                   |                                                   |                                                   |                                                   |                                                   |                                                   |                                                   |                                                   |                                                   |
| Fuente n.º 2: Croatian Meteorological and Hydrological Service |                                                   |                                                   |                                                   |                                                   |                                                   |                                                   |                                                   |                                                   |                                                   |                                                   |                                                   |                                                   |                                                   |

## Organización político-administrativa

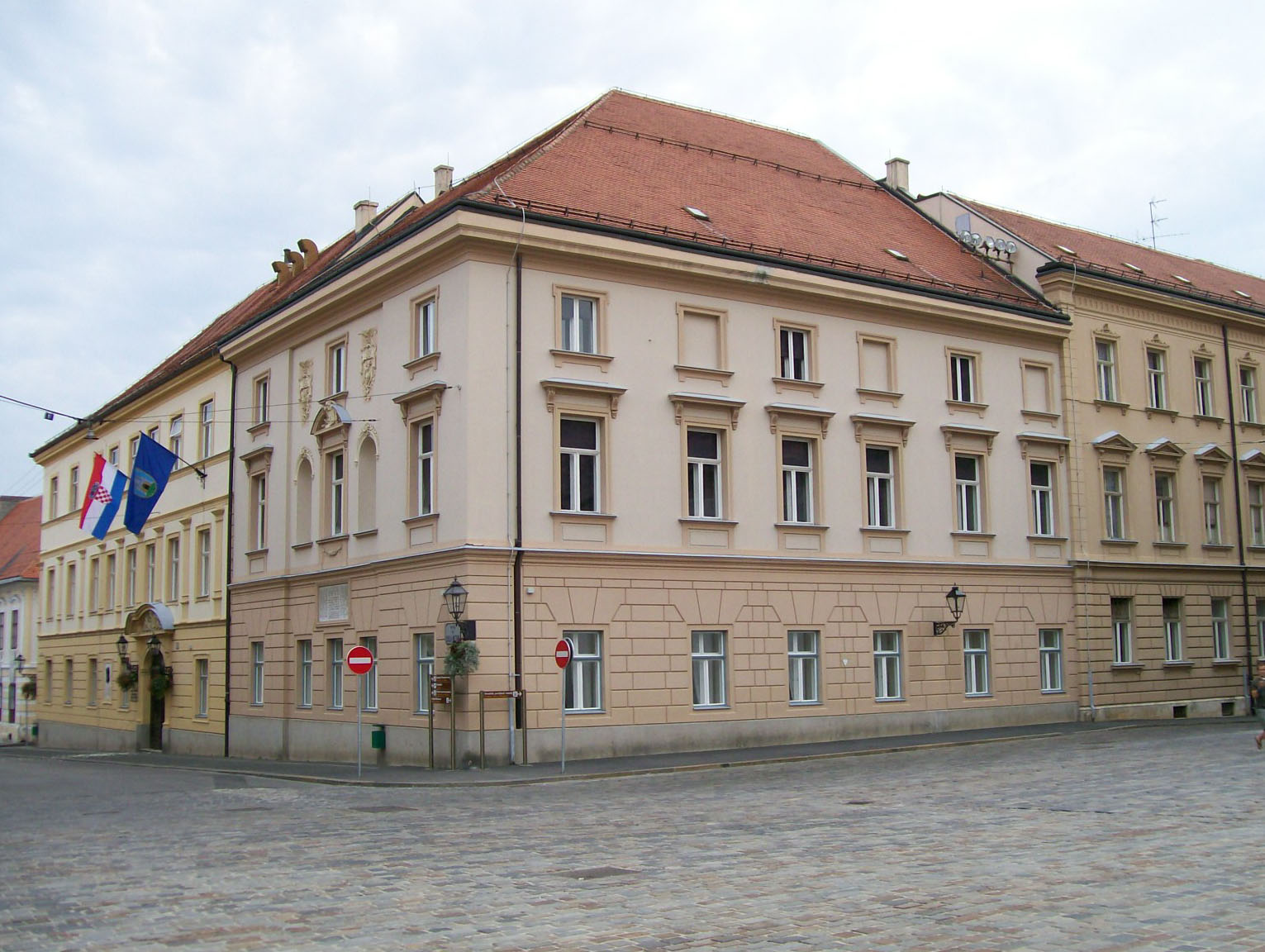
El antiguo ayuntamiento, sede de la Asamblea de la Ciudad de Zagreb.

La ciudad de Zagreb tiene un estatus especial de «ciudad-condado» según la Constitución croata. Esto le permite autogestionar los asuntos gubernamentales con doble competencia local y condal, a diferencia de otras ciudades croatas que dependen de su condado. Desde 1997 permanece desligada del condado de Zagreb, considerado el área metropolitana de Zagreb.
La capital está gobernada por la Asamblea de la Ciudad de Zagreb (en croata: Gradska skupština Grada Zagreba), cuyos representantes se eligen cada cuatro años por sufragio universal. Dentro de sus competencias, la Asamblea se encarga del gobierno y de la administración del municipio. El órgano está presidido por el alcalde de Zagreb, también por elección directa cada cuatro años bajo un sistema de segunda vuelta electoral, y que funciona de facto como un presidente de condado.
La administración de Zagreb está compuesta por doce departamentos, tres oficinas y tres servicios municipales. Todos ellos responden ante el alcalde.
Zagreb está dividido administrativamente en 17 distritos, que a su vez se subdividen en barrios. Cada uno de los distritos está administrado por una Junta Municipal, y su representante es elegido por sufragio universal.

### Alcaldes
A continuación se recoge una lista de los alcaldes de Zagreb desde la independencia de Croacia en 1991:
Desde el 2021 el alcalde de Zagreb es Tomislav Tomašević. 
| Alcalde                                           | Inicio del mandato | Fin del mandato | Partido | Partido                                              |
| ------------------------------------------------- | ------------------ | --------------- | ------- | ---------------------------------------------------- |
| Boris Buzančić                                    | 1990               | 1993            |         | HDZ                                                  |
| Branko Mikša                                      | 1993               | 1996            |         | HDZ                                                  |
| Marina Matulović-Dropulić                         | 1996               | 1996            |         | HDZ                                                  |
| Stjepan Brolich (administrador)                   | 1996               | 1997            |         | HDZ                                                  |
| Marina Matulović-Dropulić                         | 1997               | 2000            |         | HDZ                                                  |
| Josip Kregar (administrador)                      | 2000               | 2000            |         | Independiente                                        |
| Milan Bandić                                      | 2000               | 2002            |         | SDP                                                  |
| Vlasta Pavić                                      | 2002               | 2005            |         | SDP                                                  |
| Milan Bandić                                      | 2005               | 2021            |         | SDP (2005-13) Independiente (2013-17) BM 365 (2017-) |
| Jelena Pavičić Vukičević (Alcaldesa en funciones) | 2021               | 2021            |         | BM 365                                               |
| Tomislav Tomašević                                | 2021               | –               |         | ¡Podemos! (Croacia)                                  |

## Distritos
Zagreb está dividida en distritos ("gradske četvrti" en croata):
| N.º | Distrito                | Área (km²) | Población (2001) | Densidad de la Población |
| --- | ----------------------- | ---------- | ---------------- | ------------------------ |
| 1.  | Donji Grad              | 3,01       | 45.108           | 14.956,2                 |
| 2.  | Gornji Grad - Medveščak | 10,12      | 36.384           | 3593,5                   |
| 3.  | Trnje                   | 7,37       | 45.267           | 6146,2                   |
| 4.  | Maksimir                | 14,35      | 49.750           | 3467,1                   |
| 5.  | Peščenica - Žitnjak     | 35,30      | 58.283           | 1651,3                   |
| 6.  | Novi Zagreb - istok     | 16,54      | 65.301           | 3947,1                   |
| 7.  | Novi Zagreb - zapad     | 62,59      | 48.981           | 782,5                    |
| 8.  | Trešnjevka - sjever     | 5,83       | 55.358           | 9498,6                   |
| 9.  | Trešnjevka - jug        | 9,84       | 67.162           | 6828,1                   |
| 10. | Črnomerec               | 24,33      | 38.762           | 1593,4                   |
| 11. | Gornja Dubrava          | 40,28      | 61.388           | 1524,1                   |
| 12. | Donja Dubrava           | 10,82      | 35.944           | 3321,1                   |
| 13. | Stenjevec               | 12,18      | 41,257           | 3387,3                   |
| 14. | Podsused - Vrapče       | 36,05      | 42.360           | 1175,1                   |
| 15. | Podsljeme               | 60,11      | 17,744           | 295,2                    |
| 16. | Sesvete                 | 165,26     | 59,212           | 358,3                    |
| 17. | Brezovica               | 127,45     | 10.884           | 85,4                     |
|     | TOTAL                   | 641,43     | 779.145          | 1.214,9                  |

## Economía

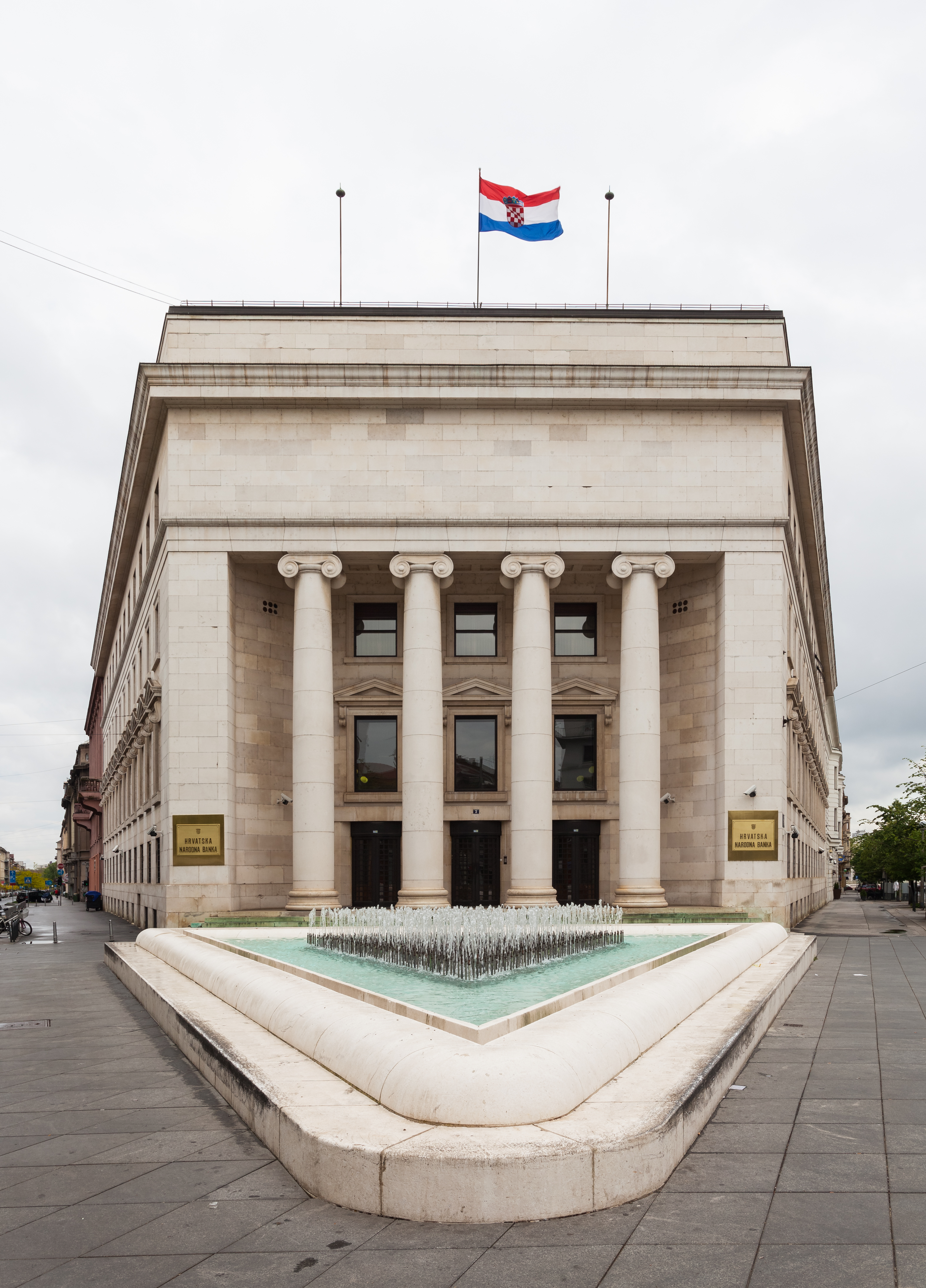
Banco Nacional de Croacia

La actividad económica de Croacia está fuertemente centralizada en Zagreb. En 2017, la capital representaba el 52% del volumen de negocio y el 60% de los beneficios totales a nivel nacional, así como el 35% de las exportaciones y el 57% de las importaciones croatas. El sector bancario y casi todas las empresas importantes del país, además de varias compañías centroeuropeas, tienen sede en la capital. Entre ellas destacan INA, T-Hrvatski Telekom, HEP, Agrokor y Zagrebačka banka.
La economía agramita depende en gran medida del sector servicios, que representa el 70% del beneficio total. Las industrias más importantes son la producción de maquinaria y aparatos eléctricos, químicas, textiles, y procesado de alimentos. Debido a su posición geográfica, Zagreb es un centro internacional de negocios y eje esencial de transporte en la encrucijada de Europa Central, el Mediterráneo y la península balcánica.
Según datos de 2013, Zagreb es el condado de Croacia con mayor paridad de poder adquisitivo (PPA, 32 000 euros) y producto interno bruto nominal per cápita (PIB, 14 423 euros). El salario mínimo mensual de un agramita es de 6669 kuna (870 euros), por encima de la media nacional, y la tasa de desempleo es del 9,5%.
La Bolsa de Valores de Zagreb (ZSE), localizada en el rascacielos Eurotower, es el único mercado de valores en Croacia. Es responsable tanto del índice de valores (CROBEX) como del índice de bonos (CROBIX).

## Demografía
Zagreb es, de largo, la mayor ciudad de Croacia en cuanto a área y población. El censo oficial de 2011 contabilizaba 792 325 residentes, aunque debido a un sustancial influjo inmigrante, el número de personas residiendo en la ciudad es mucho más alto.
El área metropolitana de Zagreb supera ligeramente los 1,1 millones de habitantes, al incluir el Condado de Zagreb. El área metropolitana de Zagreb acumula aproximadamente un cuarto de la población total de Croacia. En 1997, la propia ciudad de Zagreb recibió el estatus especial de Condado, separándola del Condado de Zagreb, aunque sigue siendo el centro administrativo de ambos.
La mayoría de sus ciudadanos es croata, suponiendo el 93% de la población de la ciudad (censo de 2011). El mismo censo suma alrededor de 55 000 residentes pertenecientes a minorías étnicas: 17 526 serbios (2,22%), 8 119 bosníacos (1,03%), 4 292 albaneses (0,54%), 2 755 romaníes (0,35%), 2 132 eslovenos (0,27%), 1 194 macedonios (0,15%), 1 191 montenegrinos (0,15%), y unos cuantos más de otras comunidades más pequeñas.

## Cultura
Zagreb es una ciudad importante para el cine de animación. La ciudad ha dado por medio de su escuela una gran riqueza al cine de animación mundial. Cada año el Festival Internacional de cine de animación de Zagreb es celebrado en la ciudad.
La ciudad también es sede de la Universidad de Zagreb, la más antigua del país y del sudeste de Europa. El recinto deportivo más importante de la ciudad es el Estadio Maksimir, sede del Dinamo de Zagreb, con capacidad para 40 000 personas.

## Transporte

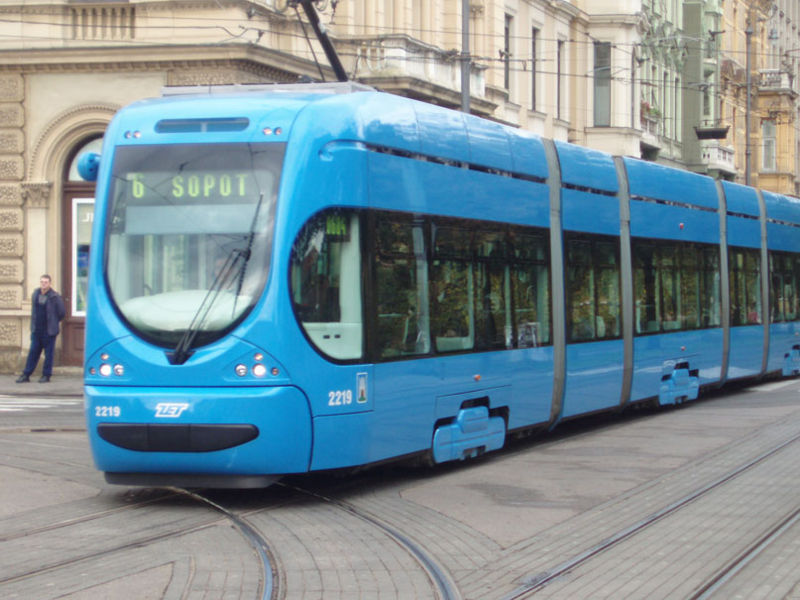
ZET TMK 2200 en línea 6.

El transporte público de la ciudad está organizado en dos niveles: el interior de la ciudad está cubierto principalmente por tranvías, mientras que la parte más externa se une a la otra red por medio de buses. La compañía de transporte público ZET (Zagrebački električni tramvaj, Tranvía Electrificado de Zagreb), los tramos en tranvía, las líneas de recorridos en buses, y la mayoría de las líneas suburbanas está subsidiada por el concejo de la ciudad.
El funicular está ubicado en el sector de los lugares históricos de la ciudad, siendo explotado principalmente como lugar turístico. Los taxis están disponibles a lo largo de la ciudad, con tarifas mucho más altas en comparación con el resto de ciudades de Croacia. La principal estación de tren de la ciudad es la Estación Central de Zagreb.

## Turismo

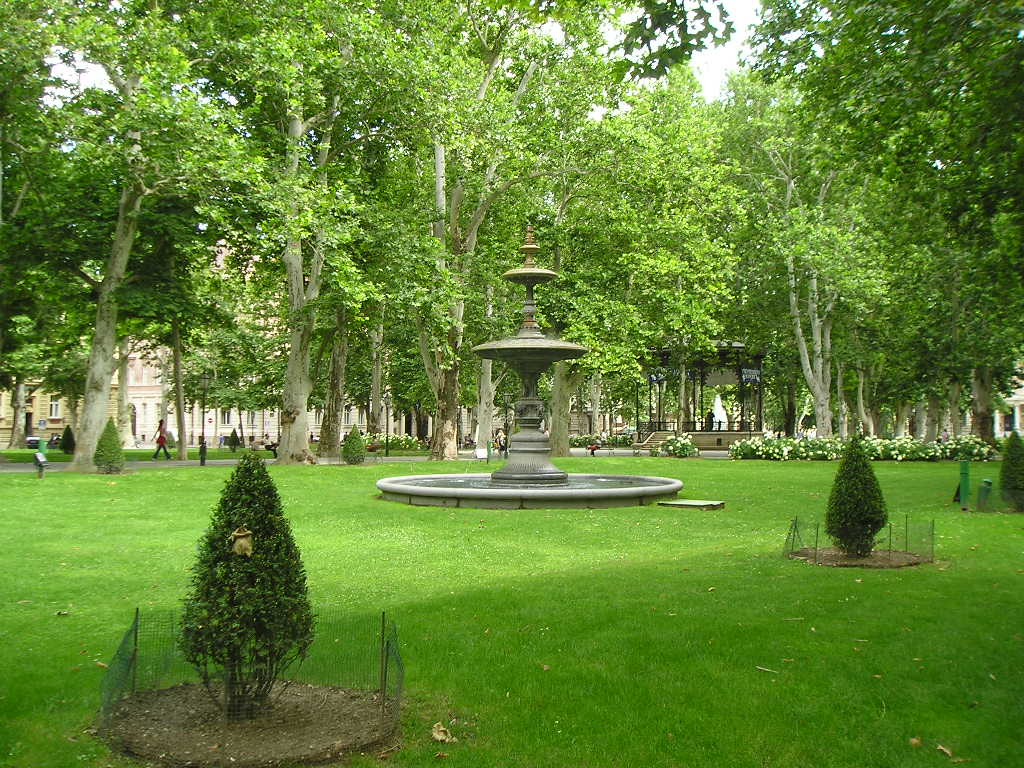
Parque Zrinjevac

Zagreb es un destino turístico además de ser un corredor para los turistas de Europa central y occidental que van en dirección del mar Adriático. La ciudad cuenta con numerosos museos, galerías, monumentos y parques, que la hacen atractiva. Zagreb es un importante centro de tráfico, con importantes conexiones ferroviarias, por carretera y aéreas con las grandes ciudades europeas y los balnearios croatas.
El casco histórico de la ciudad, la ciudad alta o Gornji grad, la ciudad baja o Donji grad y Kapol, constituyen la atracción principal, constituida por edificios históricos, la catedral, iglesias, instituciones, restaurantes, cafés, etc. El acceso a las calles y las plazas puede hacerse a pie a partir de la Plaza Ban Jelačić, o por medio del funicular que sale de la calle Tomićeva. Existe una muy buena conexión de tranvías en la ciudad que llevan a todas partes.

## Sitios de interés

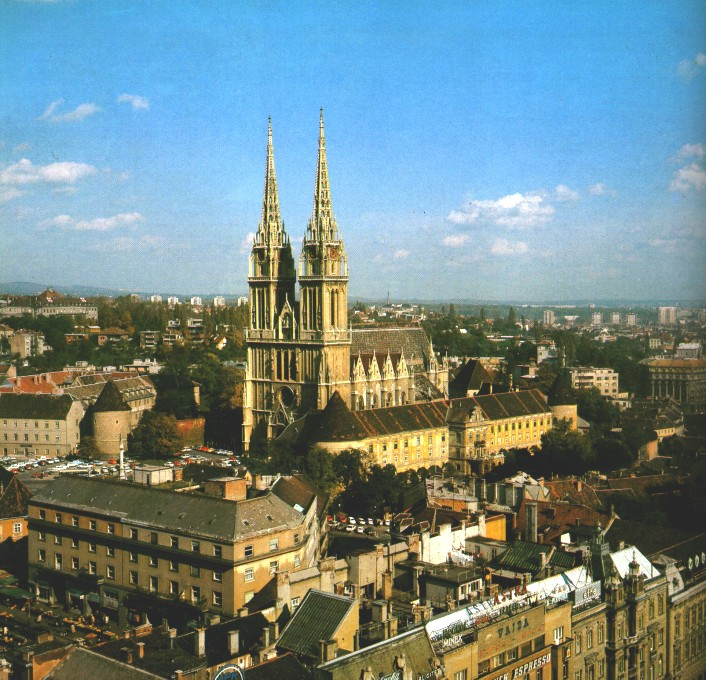
La catedral de Zagreb fue reconstruida tras el terremoto de 1880.

### Gornji Grad (Ciudad Alta)

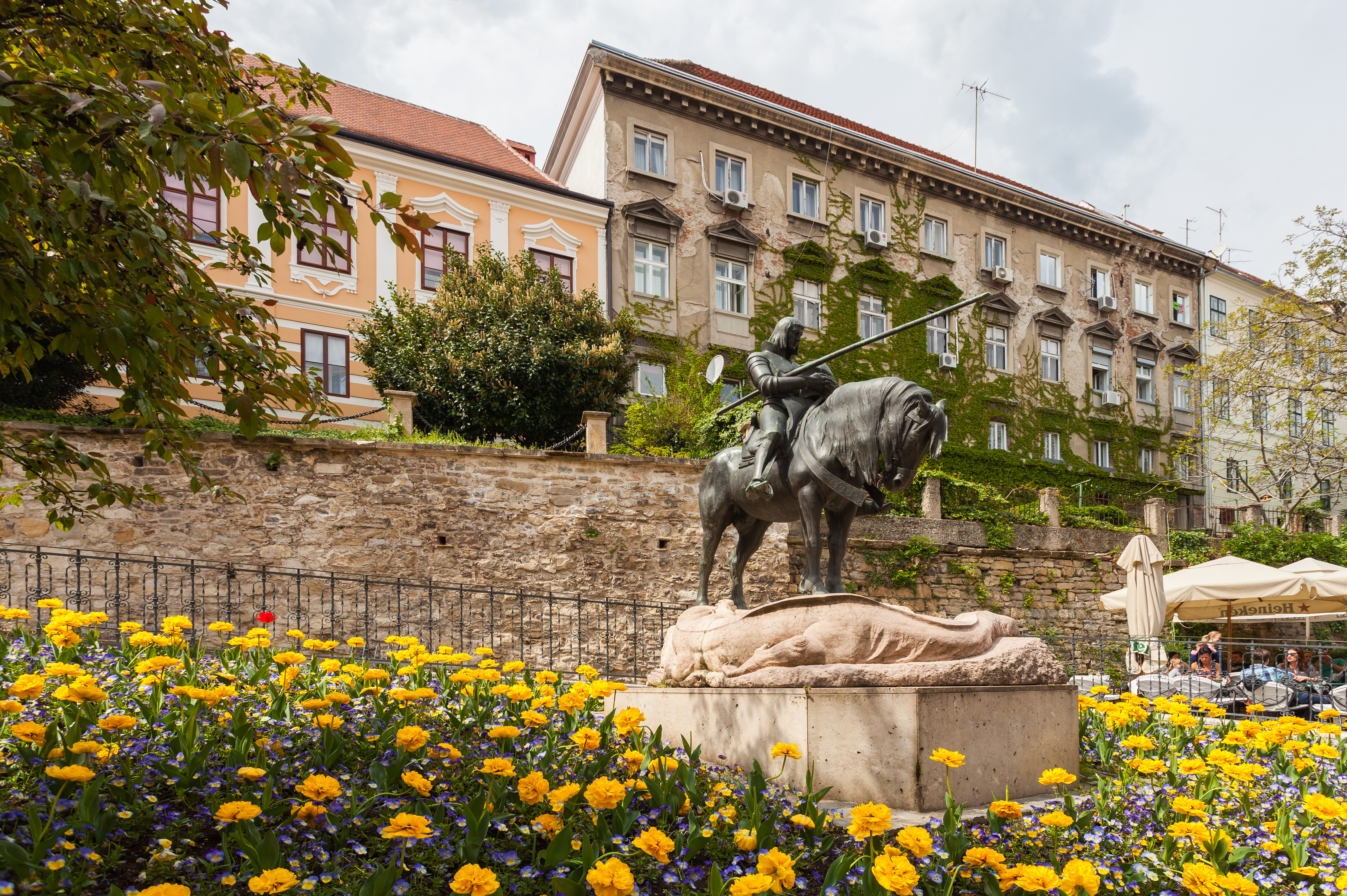
Gornji Grad (Ciudad Alta).

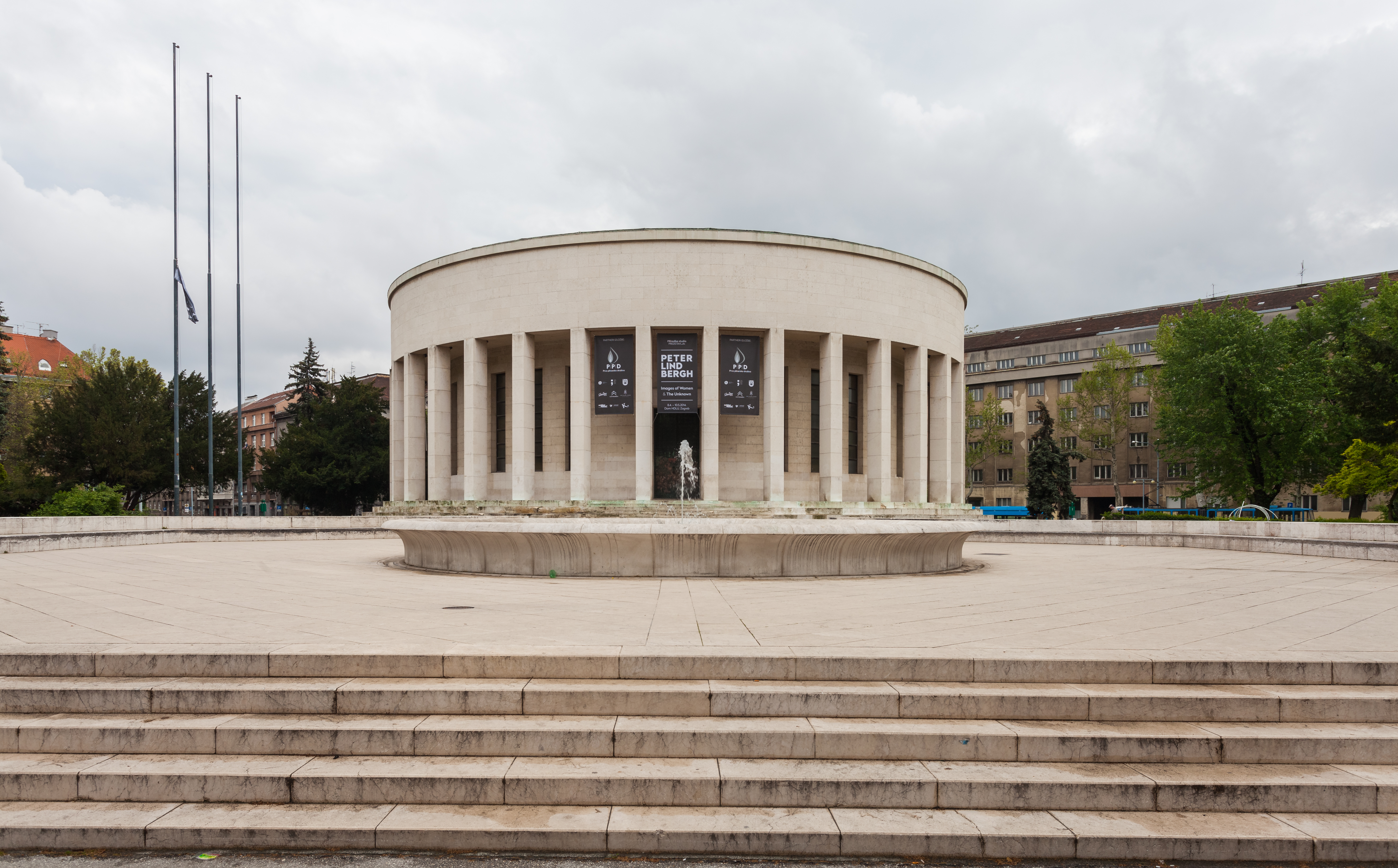
Casa del arte croata, creado en 1938 por Ivan Mestrovic.

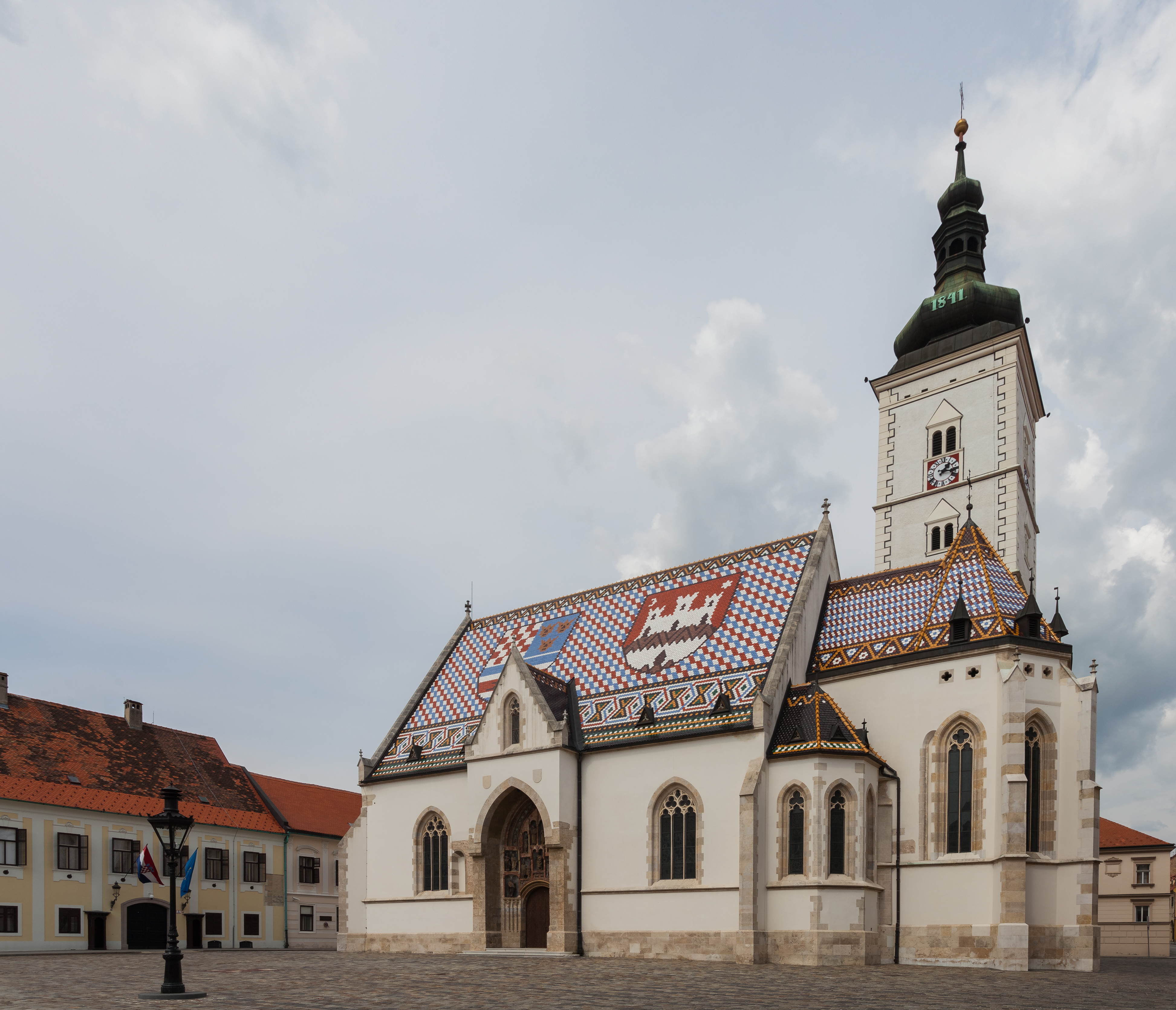
La iglesia de San Marcos, en la Ciudad Alta.

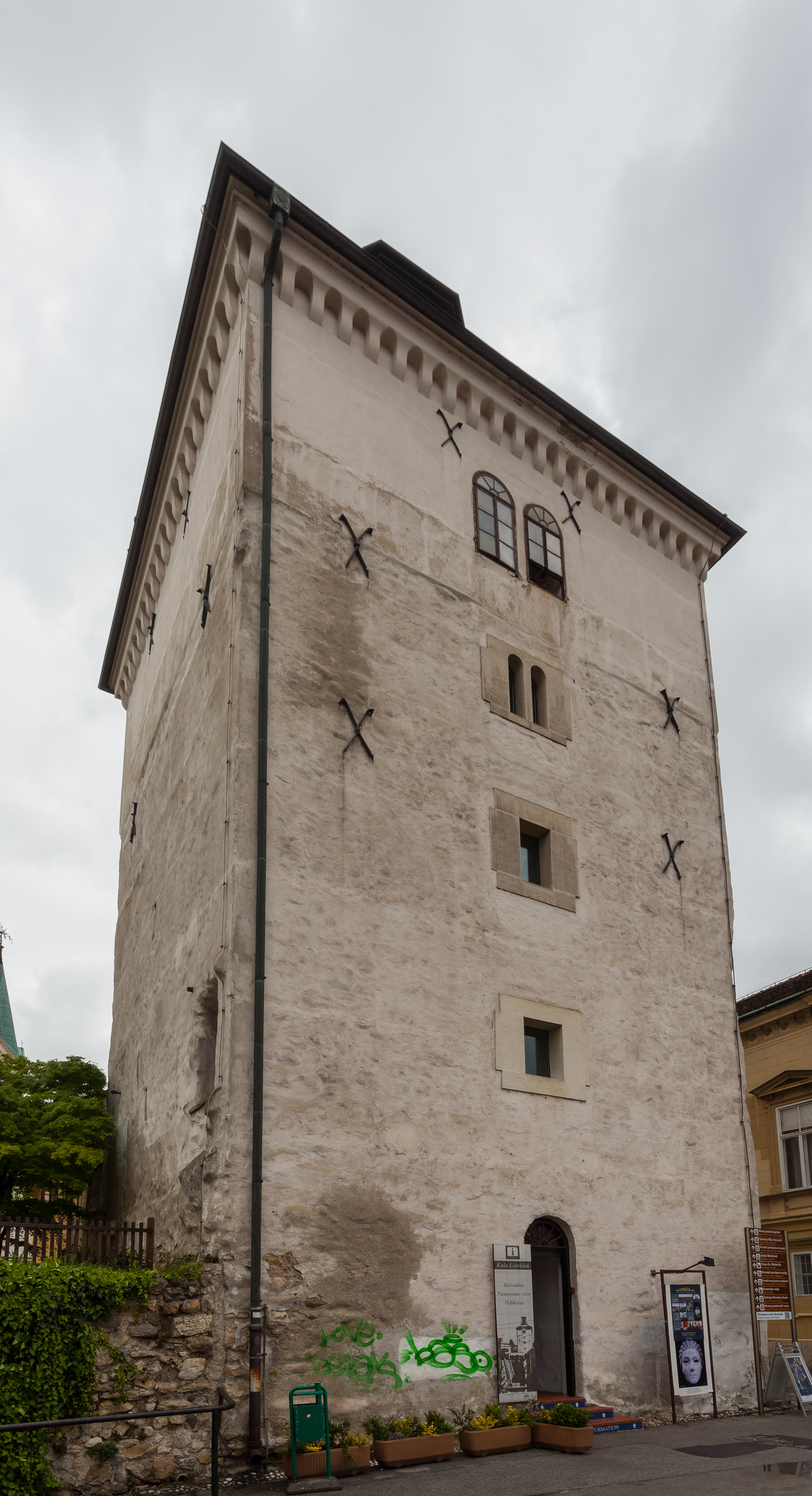
Torre Lotrščak.

- La Torre Lotrščak. Esta torre data del siglo XIII y está muy cerca de la estación en la montaña del teleférico. Para llegar a la torre los pasajeros deben ir por el tren cremallera de la parte alta del pueblo de la ciudad baja, y viceversa.

- La Iglesia de San Marcos (Crkva Svetog Marka): La iglesia es del siglo XIII, cuando se construyó una iglesia en el antiguo Gornji Grad. Ha sido reconstruido con frecuencia. Las conexiones históricas de la ciudad con Austria han sido puestas en evidencia documentalmente. El techo con dos escudos de armas data de 1880. El interior del edificio puede ser considerado como una escultura, ya que gran parte de su estructura proviene del famoso escultor croata Ivan Mestrovic.

- La Puerta de Piedra (Kamenita vrata): Desde la antigüedad fue la muralla de la ciudad, desde el siglo XIII solo la "puerta de piedra". Un incendio en 1731 destruyó gran parte de las casas vecinas, donde solo quedó una imagen de la virgen María con Jesús, con la puerta, según la leyenda en buen estado. Entonces la puerta de piedra se convirtió en una pequeña capilla, que todavía sirve como un lugar de culto para los creyentes.

- El Banal yardas (Banski dvori): Fue la sede del virrey de Croacia en el siglo XVII, actualmente ha acabado por ser el palacio Ban, que ahora sirve como sede del gobierno.

- El edificio del Parlamento (Sabor): El edificio del Parlamento croata fue construido en 1908 y está situado frente al Palacio de Ban en la Plaza de la Iglesia de San Marcos.

- El Museo de la ciudad de Zagreb - Muzey Grada Zagreba: Aloja un antiguo Convento de Santa Clara, un antiguo granero y una torre del siglo XII, este museo fue construido en el extremo norte del distrito de Gradec. En él se exhiben mapas, vistas a la ciudad, escudo de armas, uniformes y pinturas entre otros.

### Kaptol
- La Catedral de Zagreb (Asunción, anteriormente St. Stephen, y ahora la catedral Svetog Stjepana): Es el símbolo de la ciudad, en la explanada se encuentra el Kaptol osos, la fuente Madonnas —con cuatro ángeles de oro y un pilar en el que se encuentra una estatua de oro—.

- El Palacio Arzobispal (Nadbiskupska Palaca): El Palacio Arzobispal se divide en tres partes en torno a la catedral de Sveti Stjepan.

- La Iglesia de San Francisco (Crkva Svetog Franjo): La iglesia tiene muchos vidrios hermosos. En el monasterio colindante fue fundado en el siglo XIII, cerca de la ermita de Sveti Franjo.

- La Iglesia de Santa María (Crkva svete Marije): Está decorada con altares barrocos. En ella se mezclan estilos barroco y gótico. Se encuentra al lado oeste del mercado Dolac.

- Mercado verde (Dolac): Es el mayor mercado que tiene la ciudad de Zagreb. Queso, fruta, verduras, carne, embutidos y productos horneados están disponibles desde 1926. A la plaza Ban Jelačić se llega bajando las escaleras a lo largo del "Mercado de las Flores".

- La Plaza Ban Jelačić (Trg bana Jelačića): Este espacio central entre la ciudad alta y la baja, homenajea con su nombre a Josip Jelačić, un líder militar de Croacia y comandante de la Orden de María Teresa, considerado un héroe nacional croata. La plaza central fue construida en la Segunda Guerra Mundial, y en 1991, antes de la independencia de Croacia, fue denominada oficialmente como "Plaza de la República". Debido a la ubicación céntrica del lugar, se utiliza a menudo como punto de reunión del turismo y excursiones. La Plaza Ban Jelačić también es una zona peatonal, ya que solo permite el ingreso del transporte público: tranvía, autobús y taxi. Es el centro comercial y financiero de la ciudad.

### Donji Grad (Ciudad Baja)

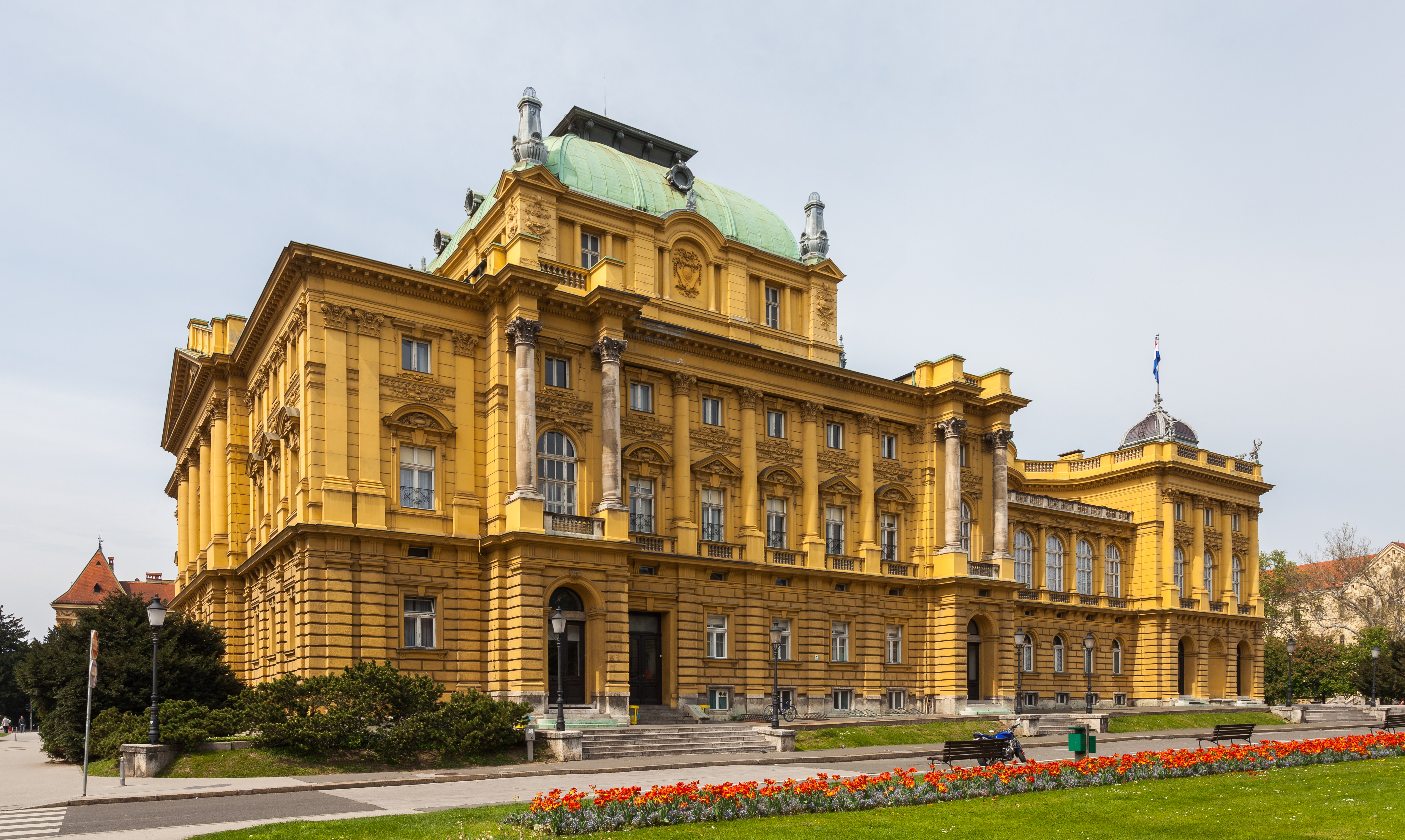
Teatro Nacional de Croacia.

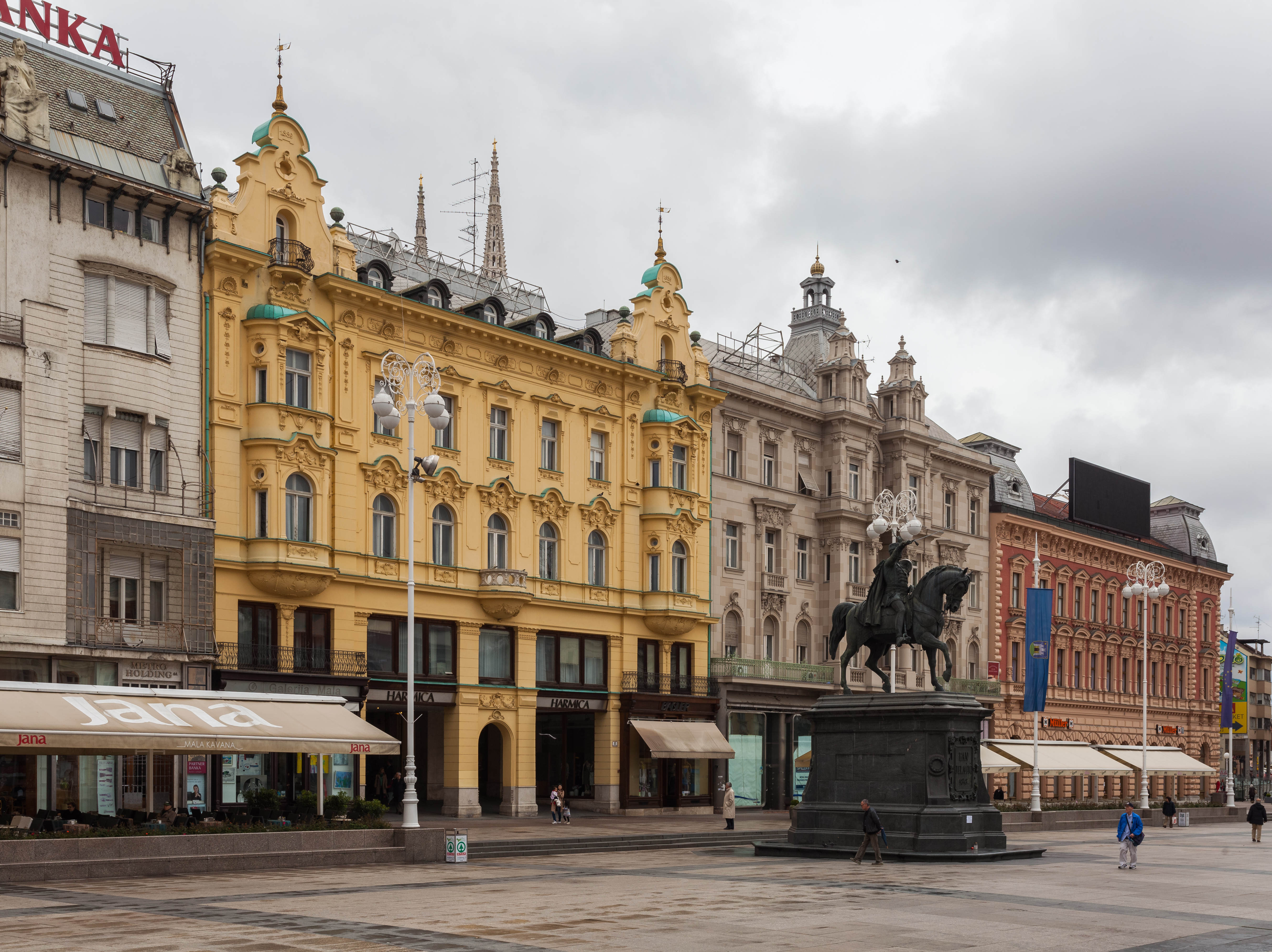
Plaza Ban Jelacic

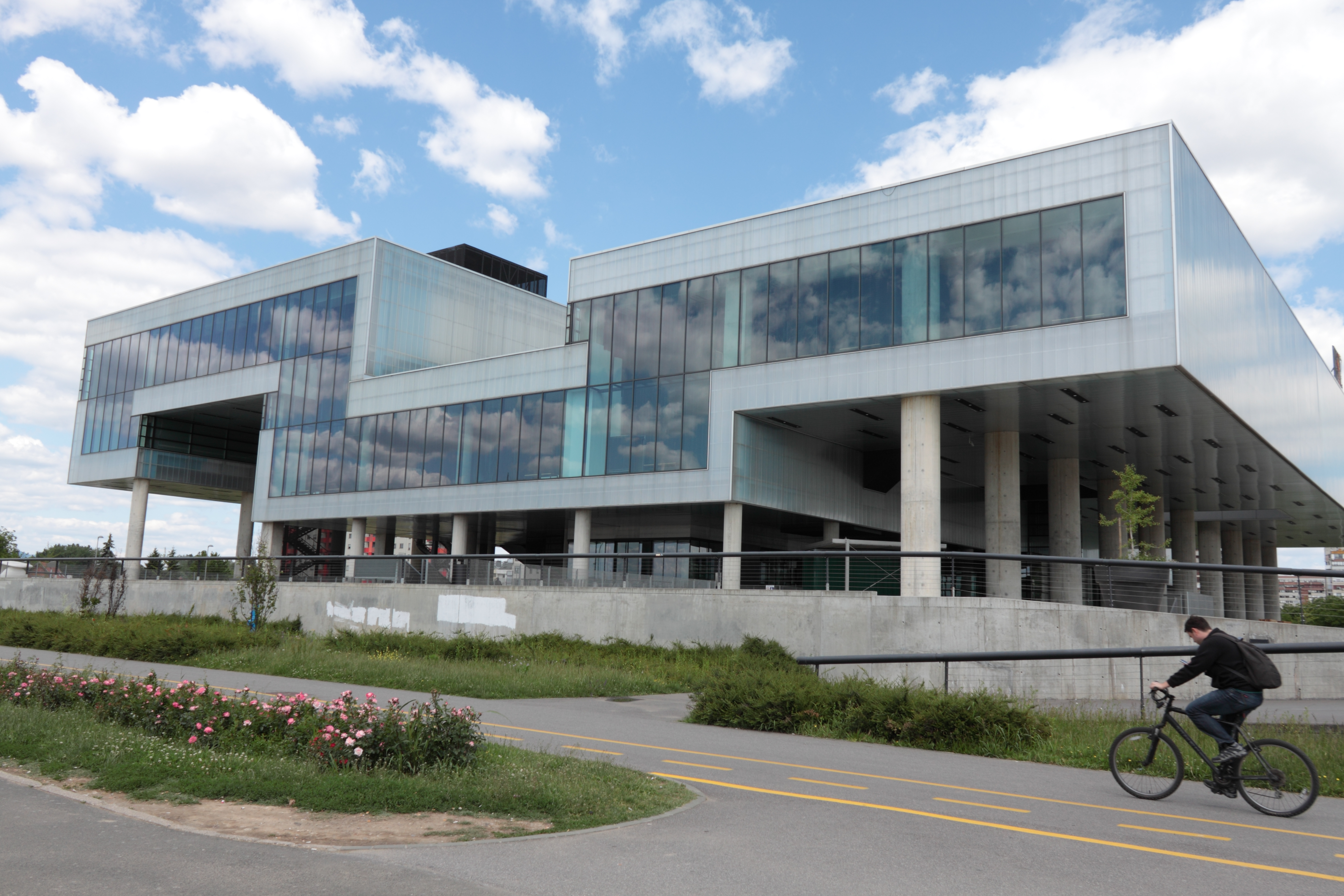
Museo de Arte Contemporáneo.

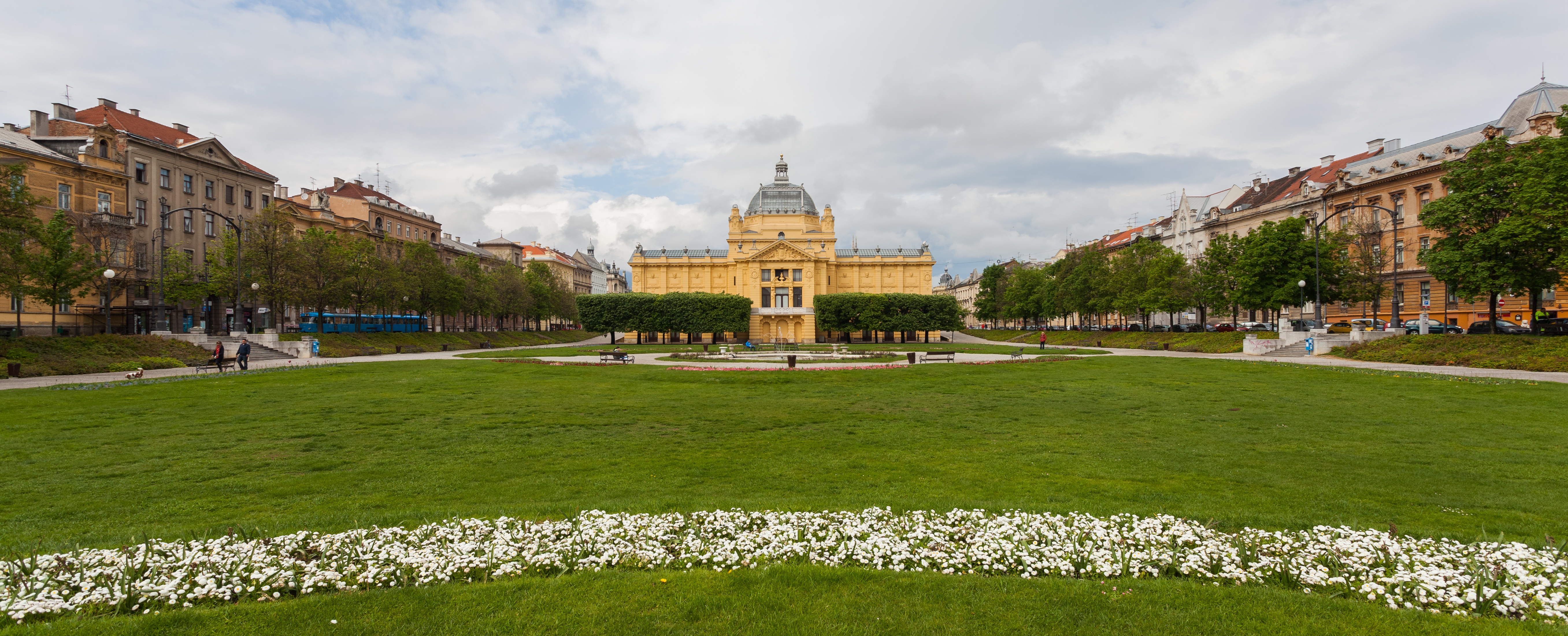
Pabellón del Arte.

- La "Herradura verde" (Zelena Potkova): Este conjunto arquitectónico fue creado por el arquitecto Milan Lenucci. Combina cuadrados y capas verdes en el casco urbano.

- El Jardín Botánico (Botanički): Está en la conexión entre las dos partes de la "Herradura verde" y se cierra de noviembre a abril. El parque es de aproximadamente 50 000 m². Cerca de 10 000 especies de plantas prosperan aquí, incluyendo cerca de 1800 plantas exóticas de todo el mundo, principalmente de Asia. En sus bellos caminos ajardinados se puede pasear entre las maderas blandas, aguas artificiales, gazebos y los invernaderos de la Universidad y disfrutar de la belleza de una gran cantidad de árboles diseñados, arbustos, flores dibujadas, y estanques con plantas acuáticas especiales. En 2000, el parque fue reformado porque algunos de los árboles estaban infectados por parásitos.

- El Teatro Nacional de Croacia (Hrvatsko Narodno Kazalište): Es la cabecera occidental de la "Herradura verde". Dos arquitectos vieneses planearon su estructura, que se completó en 1895.

- El Museo Arqueológico (Arheološki Muzej): Muestra principalmente objetos de Croacia. Se encuentra en el extremo de la "Herradura verde". En especial muestra elementos egipcios y numismática. En el museo también hay una momia egipcia, y de textos en lengua etrusca. Por otra parte, sigue conservando una notable colección de vasos griegos.

- El Pabellón del Arte (Umjetnički paviljon): Es un museo de arte internacional y sala de exposiciones de arte contemporáneo.

- El Museo del Folklore: Es principalmente de artesanías croatas. Se encuentra en la parte izquierda de la Herradura verde.

- El Museo Mimara (Muzej Mimara): Muestra las donaciones hechas por el empresario y restaurador Ante Topić Mimara y su esposa. En la punta del departamento de arqueología hay una colección de esculturas y algunas pinturas.
- La Galería moderna contiene la colección más completa de pinturas, esculturas y dibujos de artistas croatas de los siglos XIX y XX.

- Fuera del centro de la ciudad se encuentra el cementerio de Mirogoj: Aquí se encuentran las tumbas de croatas importantes.

### Parques en Zagreb
- Monumento del rey Tomislav: Tomislav reinó entre 910 y 928. En su honor se encuentra esta estatua ecuestre junto a un pequeño parque, en las inmediaciones de la estación de ferrocarril principal de Zagreb.

- La Plaza Zrinski (Trg Nikole Šubića Zrinskog): Al final de la "Herradura verde" se puede ver este parque, con una glorieta en el centro, está situado en la calle Praska. En verano se utiliza un pabellón para eventos artísticos. En el extremo norte del parque se encuentra una estación meteorológica. En la entrada sur también hay varios bustos de personalidades de importancia histórica.

- El Parque Maksimir (Maksimir Park): Este parque, creado en 1794, es el más grande en el sur de Europa y también alberga el zoológico de Zagreb, bosques de robles, lagos y prados idílicos. El parque está situado al este de la ciudad.

### Otros lugares de interés
- En la ciudad se pueden observar innumerables lugares con mucho arte visual, gracias a la mano de muchos artistas de la ciudad poco conocidos.
- El centro de la ciudad tiene la consideración de barroca.

- El Centar es un gran centro comercial de importancia en Zagreb. En el corazón de la ciudad, cubre un área de 10 000 metros cuadrados.

- Con 92 metros de altura, Cibona Tower es uno de los edificios más altos de la ciudad.

- The Regent Esplanade es uno de los edificios más emblemáticos de Zagreb, y tiene casi la misma importancia para los habitantes de la ciudad que la Catedral o el Teatro Nacional. El hotel alojado aquí fue importante para la estación del Orient Exprés. Personajes famosos como Charles Lindbergh, Joséphine Baker o Elizabeth Taylor han estado en este hotel.

- Se puede encontrar repartido por toda la ciudad el sistema solar a escala 1:680 000 000, el proyecto llamado Nine Views llama la atención de cualquier visitante encontrando pequeños carteles por todo Zagreb y siendo el Sol una gran bola de metal situada en el corazón de la ciudad. Algunos planetas se encuentran a las afueras de la misma.

## Ciudades hermanadas
| - Maguncia en Alemania (desde 1967) - San Petersburgo en Rusia (desde 1968) - Tromsø en Noruega (desde 1971) - Kioto en Japón (desde 1972) - Lisboa en Portugal (desde 1977) - Iquique en Chile (desde 1908) - Pittsburgh (Pensilvania) en Estados Unidos (desde 1980) - Buenos Aires en Argentina (desde 1998) | - Shanghái en China (desde 1980) - Bolonia en Italia (desde 1963) - Budapest en Hungría (desde 1994) - Viena en Austria (desde 1994) - Sarajevo en Bosnia y Herzegovina (desde 2001) - Liubliana en Eslovenia (desde 2001) - Podgorica en Montenegro (desde 2006) - Londres en Reino Unido (desde 2009) |

| Predecesor: Kōbe | Universiadas 1987 | Sucesor: Duisburg |